# Maximiliano Hernández
Maximiliano Hernández (Brooklyn, 1973. szeptember 12. –) amerikai színész.
Legismertebb alakítása Jasper Sitwell a Marvel-moziuniverzum filmjeiben. Elsőként a 2011-es Thor című filmben tűnt fel, ezt követte a Bosszúállók (2012), Amerika Kapitány: A tél katonája (2014), Bosszúállók: Végjáték (2019). 
2014-től 2018-ig Az utolsó remény című sorozatban is játszott.

## Élete
Hernández Brooklynban, New Yorkban született. Pályafutása kezdetén az Esküdt ellenségekben tűnt fel kisebb szerepekben.

## Filmográfia

### Film
| Év   | Magyar cím                       | Eredeti cím                         | Szerep         | Magyar hang  |
| ---- | -------------------------------- | ----------------------------------- | -------------- | ------------ |
| 2020 | Stargirl                         | Stargirl                            | Mr. Robineau   | Zöld Csaba   |
| 2019 | Bosszúállók: Végjáték            | Avengers: Endgame                   | Jasper Sitwell | Maday Gábor  |
| 2018 |                                  | Shinobi                             | Dick           |              |
| 2015 | Sicario – A bérgyilkos           | Sicario                             | Silvio         |              |
| 2014 | Amerika Kapitány: A tél katonája | Captain America: The Winter Soldier | Jasper Sitwell | Maday Gábor  |
| 2014 |                                  | Imperial Dreams                     | Det. Hernandez |              |
| 2012 | Bosszúállók                      | The Avengers                        | Jasper Sitwell | Maday Gábor  |
| 2012 | A 47-es                          | Item 47                             | Jasper Sitwell | Maday Gábor  |
| 2012 |                                  | NoiTroba                            | Victor         |              |
| 2011 | Warrior – A végső menet          | Warrior                             | Colt Boyd      | Háda János   |
| 2011 | Thor                             | Thor                                | Jasper Sitwell | Maday Gábor  |
| 2011 | A tanácsadó                      | The Consultant                      | Jasper Sitwell | Maday Gábor  |
| 2009 | Kutyaszálló                      | Hotel for Dogs                      | Mike rendőr    | Bordás János |
| 2008 | A zsaruk becsülete               | Pride and Glory                     | Carlos Bragon  | Láng Balázs  |
| 2007 | Idegen név                       | The Namesake                        | Ben            |              |
| 2006 |                                  | Mentor                              | Club Rat       |              |
| 2000 | A bűn állomásai                  | The Yards                           | Bartender      |              |
| 1999 |                                  | Raw Nerve                           | Cross          |              |

### Televízió
| Év        | Magyar cím                             | Eredeti cím                  | Szerep                             | Megjegyzések                        |
| --------- | -------------------------------------- | ---------------------------- | ---------------------------------- | ----------------------------------- |
| 2018      |                                        | Mr. Mercedes                 | Antonio Montez                     | 3 epizód                            |
| 2018      |                                        | Electric Dreams              | Lewis                              | 1 epizód                            |
| 2016      | Hawaii Five-0                          | Hawaii Five-0                | Navarro ügynök                     | 1 epizód                            |
| 2014–2017 |                                        | Hand of God                  | Toby Clay                          | 15 epizód                           |
| 2014      | The Walking Dead                       | The Walking Dead             | Bob Lamson                         | 2 epizód                            |
| 2014–2018 | Az utolsó remény                       | The Last Ship                | Chief Hospital Corpsman "Doc" Rios | mellékszereplő                      |
| 2013–2014 | A S.H.I.E.L.D. ügynökei                | Agents of S.H.I.E.L.D.       | Jasper Sitwell                     | 3 epizód, magyar hangja Maday Gábor |
| 2013      | Foglalkozásuk: amerikai                | The Americans                | Chris Amador                       | 9 epizód, magyar hangja Turi Bálint |
| 2011–2012 | Ringer – A vér kötelez                 | Ringer                       | Towers detektív                    | 5 epizód                            |
| 2011      | A főnök                                | The Closer                   | Raymond Aguirre                    | 1 epizód                            |
| 2010      |                                        | Terriers                     | Ray                                | 2 epizód                            |
| 2009      | Terepen                                | Southland                    | Antonio                            | 1 epizód                            |
| 2009      | 24                                     | 24                           | Donnie Fox                         | 2 epizód                            |
| 2007      |                                        | K-Ville                      | Billy "K-9" Faust                  | 1 epizód                            |
| 2007      | Gyilkos számok                         | Numbers                      | Rico                               | 1 epizód                            |
| 2006      | Shark – Törvényszéki ragadozó          | Shark                        | Freddie Hopper                     | 1 epizód                            |
| 2006      |                                        | The Nine                     | Carlos Vega                        | 1 epizód                            |
| 2006      |                                        | Conviction                   | Bernard Acosia                     | 1 epizód                            |
| 2006      | Esküdt ellenségek: Az utolsó szó jogán | Law & Order: Trial by Jury   | Miguel Montez                      | 1 epizód: '                         |
| 2005      | Esküdt ellenségek                      | Law & Order                  | Teofllo                            | 1 epizód                            |
| 2004      | Esküdt ellenségek: Bűnös szándék       | Law & Order: Criminal Intent | Nunez                              | 1 epizód                            |
| 1999      | Esküdt ellenségek                      | Law & Order                  | Victor Sabo                        | 1 epizód                            |
| 1997      | Esküdt ellenségek                      | Law & Order                  | Leo Ramos                          | 1 epizód                            |